# اقتصاد خلاق

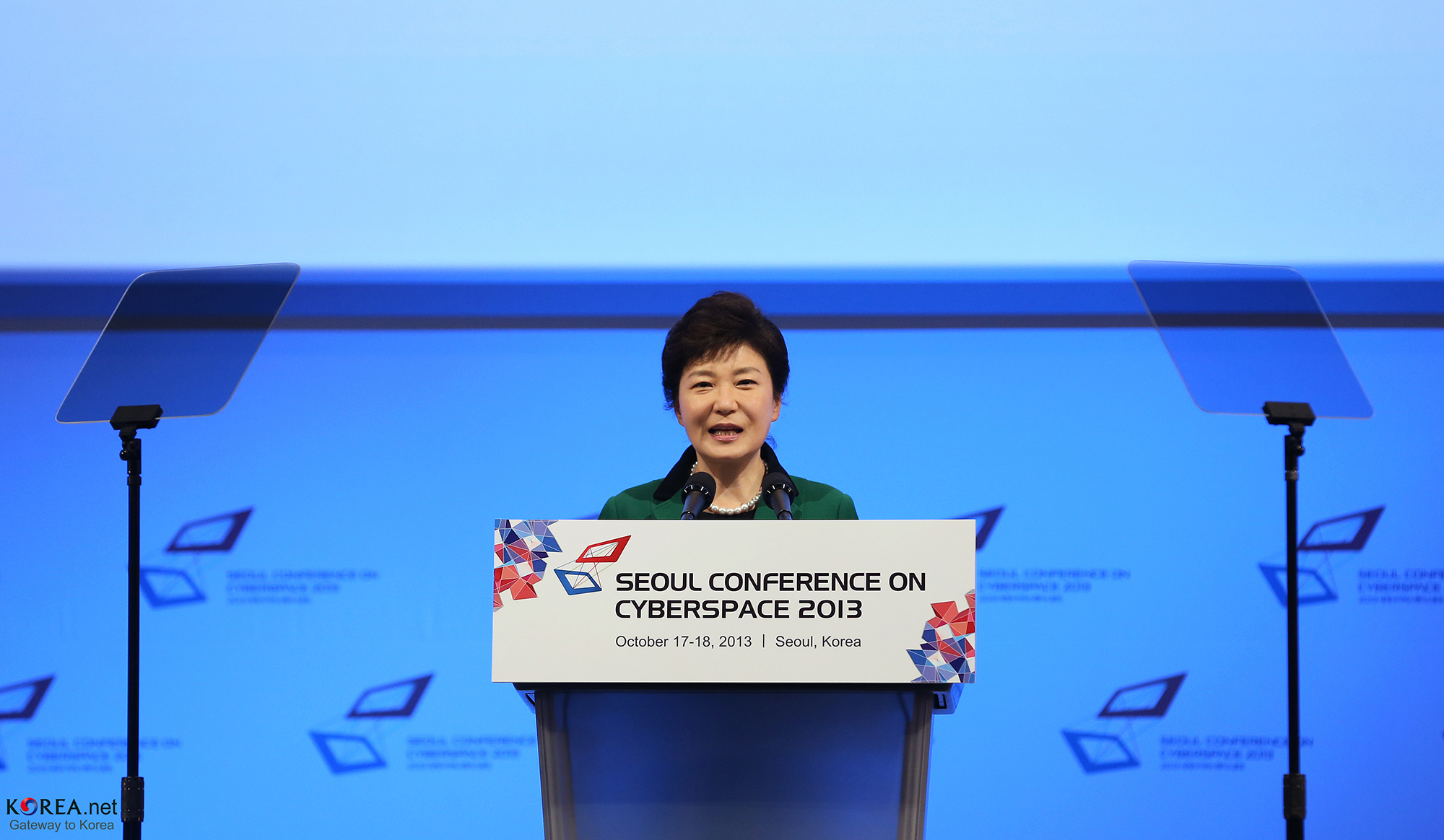
واژه «اقتصاد خلاق» در سال ۲۰۰۱ میلادی توسط جان هاوکینز، عضو کمیته مشاوره برنامه توسعه سازمان ملل متحد (UNDP) متداول شد

واژه «اقتصاد خلاق» در سال ۲۰۰۱ میلادی توسط جان هاوکینز، عضو کمیته مشاوره برنامه توسعه سازمان ملل متحد (UNDP) متداول شد. وی اقتصاد خلاق را به ۱۵ صنعت، از هنر گرفته تا علم و فناوری تعمیم داد. این مفهوم از گستردگی زیادی برخوردار است. چرا که نه تنها کالاها و خدمات فرهنگی، بلکه بازی‌ها، اسباب بازی‌ها و کل حوزه «تحقیق و توسعه» را در برمی گیرد؛ بنابراین، این مفهوم علاوه بر این که فعالیت‌ها و فرایندهای فرهنگی را هسته یک اقتصاد قدرتمند قلمداد می‌کند، با نمودهای خلاقیت در حوزه‌هایی که معمولاً فرهنگی تلقی نمی‌شوند، نیز سر و کار دارد.
مفهوم اقتصاد خلاق که بر مبنای سرمایه‌های خلاق تعریف می‌شود از عوامل ایجادکننده رشد اقتصادی و اجتماعی جوامع پیشرفته به‌شمار می‌آید و دارای دو ویژگی خاص است:
اول اینکه ارزش افزوده آن ناشی از فعالیت‌های خلاق ذهن و پردازش فکر است.

دوم اینکه در این نوع اقتصاد، صنایع با برداشت کمتر از طبیعت و محیط زیست و آلودگی کمتری که برای محیط زیست ایجاد می‌کنند، آسیب به مراتب کمتری را نسبت به اقتصاد کلاسیک در طبیعت ایجاد می‌کنند.
به عبارتی دیگر اقتصاد خلاق یعنی: «فعالیتهای اقتصادی که متضمن به‌کارگیری استعداد خلاق جهت اهداف تجاری می‌باشند.».

## اقتصاد خلاق در ایران
در ایران صندوق اعتباری هنر وابسته به وزارت فرهنگ و ارشاد اسلامی متولی امر اقتصاد خلاق می‌باشد. و برای این موضوع معاونتی تحت عنوان معاونت سرمایه گذاری و اقتصاد هنر در مجموعه صندوق تشکیل شده است.
در حال حاضر مدیر عامل صندوق هنر آقای سید مجید پوراحمدی و معاون سرمایه گذاری و اقتصاد هنر آقای محمدعلی کاروان می باشند.

## مجله اقتصاد خلاق
این کارگروه دارای فصلنامه ای علمی - تخصصی با صاحب امتیازی صندوق اعتباری هنر می‌باشد . مدیر مسوول این مجله ریاست صندوق اعتباری هنر بوده و با سردبیری مهدی تاجیک و مدیریت اجرایی هوتن دولتی منتشر می‌شود. این مجله در هر شماره به یکی از مصادیق تعریفی شده در خصوص اقتصاد خلاق می‌پردازد.